# Habib Bahmani
Habib Bahmani (persisch: حبیب بهمنی, geboren am 15. Januar 1988) ist der Trainer der kroatischen Wushu-Nationalmannschaft. Seit 2021 ist er ehemaliges Mitglied der iranischen Wushu-Nationalmannschaft. und ehemaliger Trainer der iranischen Wushu-Nationalmannschaft. Er ist Dozent bei mehreren internationalen Seminaren, die jedes Jahr stattfinden.

## Erfolge
- Weltmeisterschaft der Erwachsenen – Italien 2009: Vizemeister (in der 70-kg-Gewichtsklasse).
- 5. Offene Balkan-Wushu-Meisterschaft – Afyonkarahisar 2022: Junioren-Goldmedaille „Alen Šehić“ (Gewicht 75 kg), Silbermedaille „Toni Čujić-Klenovar“ (Gewicht 70 kg) – die erste kroatische Seniorenmedaille.
- 8. Wushu-Juniorenweltmeisterschaften – Jakarta 2022: Bronzemedaille (im Gewicht von 75 kg), die erste in der Geschichte des kroatischen Wushu, nach Siegen gegen Gegner aus Turkmenistan und Italien.
- Wushu-Europameisterschaften – Istanbul 2023: Seniorenalter: Bronzemedaille „Fran Juraj Kajs“ (im Gewicht von 80 kg), Goldmedaille „Toni Čujić-Klenovar“ (im Gewicht von 70 kg) – das erste Seniorengold in der Geschichte des kroatischen Wushu; Junioralter: Herrenkategorie: zwei Silbermedaillen (60 kg und 65 kg) und zwei Bronzemedaillen; Kategorie Damen: zwei Silbermedaillen (56 kg und 60 kg).[5][6][7][8]